# Pheonix Copley
Pheonix Copley (* 18. Januar 1992 in North Pole, Alaska) ist ein US-amerikanischer Eishockeytorwart, der seit Juli 2022 bei den Los Angeles Kings aus der National Hockey League unter Vertrag steht und für deren Farmteam, die Ontario Reign, in der American Hockey League spielt. Zuvor war er in der NHL bereits für die St. Louis Blues und Washington Capitals aktiv.

## Karriere

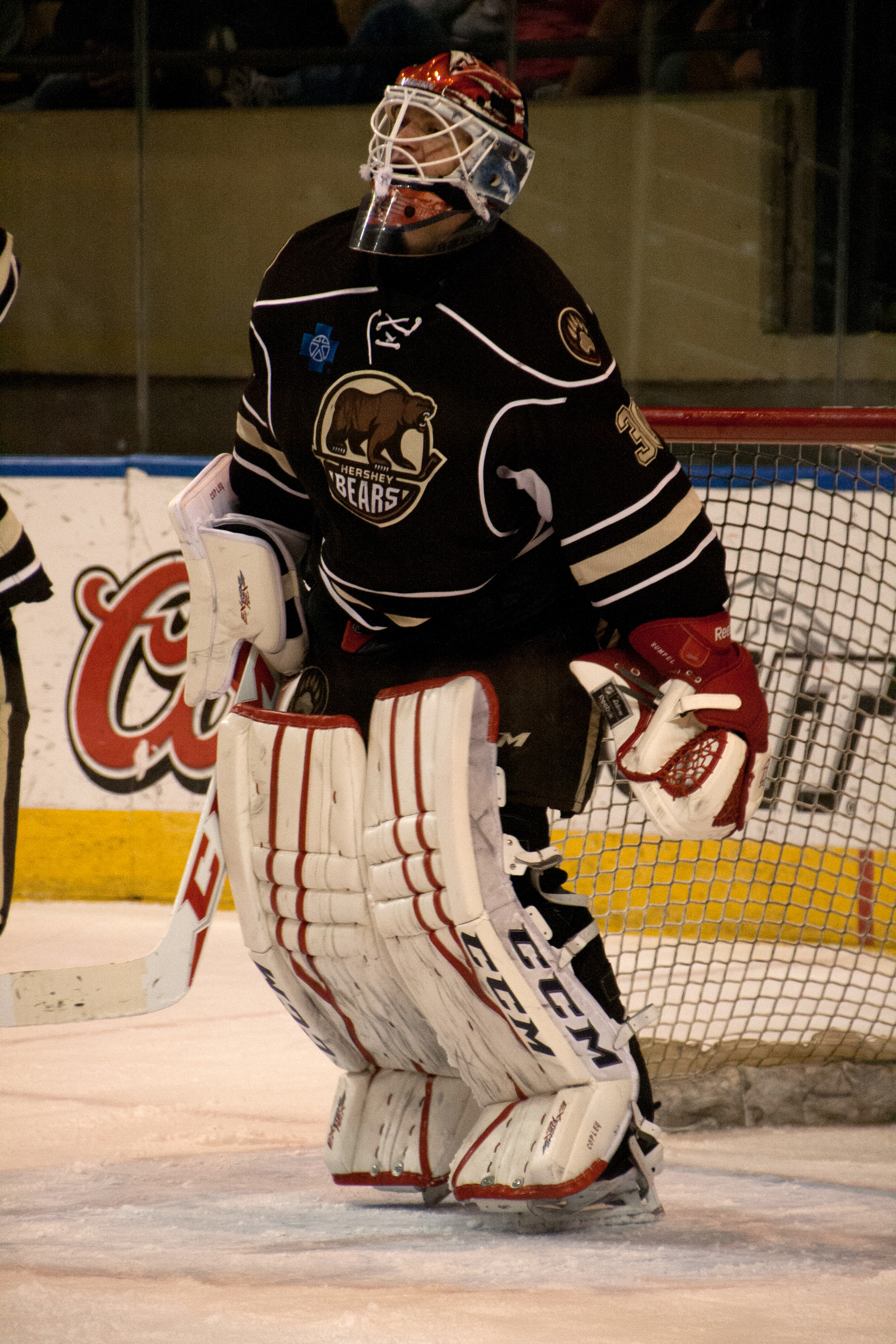
Copley im Trikot der Hershey Bears (2015)

Der aus Alaska stammende Copley spielte zunächst in den unterklassigen Juniorenligen der Vereinigten Staaten. So war er in den Bundesstaaten Kalifornien und Texas aktiv. Über die North American Hockey League schaffte der Torhüter im Sommer 2011 den Sprung in die United States Hockey League, wo er zunächst bis Februar 2011 für die Tri-City Storm und anschließend bis zum Ende der Saison 2011/12 für die Des Moines Buccaneers auflief. Da der 20-Jährige sich dort nicht nachhaltig für ein Profiteam hatte empfehlen können, entschied er sich zunächst für ein Studium an der Michigan Tech University. Dort spielte er bis 2014 parallel für das Universitäts-Eishockeyteam.
Im März 2014 sicherten sich schließlich die Washington Capitals aus der National Hockey League die Dienste des Torhüters und setzten ihn in der Folge bis zum Sommer 2015 in der ECHL bei den South Carolina Stingrays und der American Hockey League bei den Hershey Bears ein. Im Juli 2015 wurde Copley gemeinsam mit Troy Brouwer und einem Drittrunden-Wahlrecht im NHL Entry Draft 2016 an die St. Louis Blues abgegeben. Im Gegenzug wechselte T. J. Oshie in die US-amerikanische Landeshauptstadt. In der Organisation der Blues spielte der Schlussmann ebenfalls für deren Farmteam, die Chicago Wolves, in der AHL. Im Verlauf der Saison 2015/16 feierte er sein NHL-Debüt für die Blues. Sein auslaufender Vertrag wurde im Juli 2016 um ein Jahr verlängert. Copley kam in der Folge weiterhin für die Wolves in der AHL zum Einsatz, bestritt bis Ende Februar 2017 aber auch eine weitere NHL-Partie. Schließlich kehrte er im Rahmen eines Transfergeschäfts in das Franchise der Washington Capitals zurück. Mit ihm wechselte Kevin Shattenkirk im Februar 2017 nach Washington. Die Capitals hingegen transferierten Zach Sanford, Brad Malone, ein Erstrunden-Wahlrecht im NHL Entry Draft 2017 sowie ein konditionales Zweitrunden-Wahlrecht im NHL Entry Draft 2019 nach St. Louis.
Bei den Capitals kam er in der Spielzeit 2018/19 regelmäßig als zweiter Torhüter hinter Braden Holtby zum Einsatz, verlor im Anschluss jedoch seinen Platz im NHL-Aufgebot, sodass er fortan wieder bei den Hershey Bears in der AHL auf dem Eis stand. Gemeinsam mit Zachary Fucale gewann er dabei in der Saison 2020/21 den Harry „Hap“ Holmes Memorial Award als das Torwartduo mit dem geringsten Gegentorschnitt.
Nach über fünf Jahren in der Organisation der Capitals wurde sein auslaufender Vertrag nach der Saison 2021/22 nicht verlängert, sodass er sich im Juli 2022 als Free Agent den Los Angeles Kings anschloss.

## Erfolge und Auszeichnungen
- 2021 Harry „Hap“ Holmes Memorial Award

## Karrierestatistik
Stand: Ende der Saison 2024/25
(Legende zur Torhüterstatistik: GP oder Sp = Spiele insgesamt; W oder S = Siege; L oder N = Niederlagen; T oder U oder OT = Unentschieden oder Overtime- bzw. Shootout-Niederlage; Min. = Minuten; SOG oder SaT = Schüsse aufs Tor; GA oder GT = Gegentore; SO = Shutouts; GAA oder GTS = Gegentorschnitt; Sv% oder SVS% = Fangquote; EN = Empty Net Goal; 1 Play-downs/Relegation; Kursiv: Statistik nicht vollständig)